# Krajevna skupnost
Krajevna skupnost, kurz KS (deutsch: Ortsgemeinschaft), ist die slowenische Bezeichnung für lokale Vereinigungen von Siedlungen (slowenisch Naselje, pl. Naselja) innerhalb einer Gemeinde (Občina) in Slowenien. Es handelt sich dabei um eine Form der kommunalen Selbstverwaltung auf der Ebene einer Siedlung, eines Teils einer Siedlung oder einer Gruppe von Siedlungen. Eine Krajevna skupnost kann aus verschiedenen Siedlungen bestehen.

## Gesetzliche Grundlage
Errichtung, Bürgerbeteiligung und Aufgaben slowenischer Ortsgemeinschaften sind gesetzlich geregelt. Name und Fläche werden demnach durch Gemeindesatzungen bestimmt.
Dabei müssen die Gemeinden geografische, historische, wirtschaftliche, administrative, kulturelle und andere Besonderheiten der Region berücksichtigen.
Jede Ortsgemeinschaft hat ihre eigene Satzung, die von den Gemeindebehörden genehmigt wird.

## Aufgaben
Die Aufgaben von Ortsgemeinschaften betreffen unter anderem die Bereiche Soziales, Kultur, Sport und Freizeit sowie die örtliche Infrastruktur. Durch ihre Organe regelt und löst die Ortsgemeinschaft Fragen von lokalem Interesse, wie etwa
- Verwaltung der ihr zugewiesenen Vermögenswerte
- Entwicklung der lokalen Gemeinschaft in der Region
- Genehmigung von lokalen Gemeindeentwicklungsprogrammen
- Beteiligung an Raumplanungen, die sich auf das Gebiet der örtlichen Gemeinschaft auswirken
- Überwachung von Bau und Instandhaltung öffentlicher Straßen, Erholungsgebiete und anderer öffentlicher Bereiche
- Unterbreitung von Vorschlägen für Sozialversicherungsdienste, Vorschulhilfe, Grundschutz von Kindern und Familien, Schutz schwächer gestellter Bevölkerungsgruppen, Behinderter und älterer Menschen
- Mitarbeit an der Förderung von lokalen Aktivitäten in den Bereichen Bildung, Sport, Freizeit, Soziales, Tourismus, Kultur

Die Ortsgemeinschaft nimmt auch Aufgaben wahr, die ihr mit ihrer Zustimmung von der Gemeinde übertragen wurden. Die Gemeinde gewährleistet die notwendigen Mittel zur Durchführung dieser Aufgaben.